# Невернов, Адам Сергеевич
Адам Сергеевич Невернов (1895, Тула, Российская империя — 1954, Москва, Советский Союз) — сотрудник ВЧК-ОГПУ-НКВД, начальник Отдела уголовного розыска НКВД СССР, инспектор милиции (1936).

## Биография
Образование среднее. Член РСДРП(б) с 1917. С декабря 1922 по июнь 1927 начальник Псковского губернского отдела ГПУ и Псковского губпогранотряда. В связи с проявлениями «параллелизма» в работе губернского отдела ОГПУ и административного отдела губернского исполнительного комитета в 1924 предложил проект реорганизации административного отдела, не принятый, как «не соответствующий» Конституции СССР 1924 года и Положению об ОГПУ.
В 1936—1937 — начальник Отдела уголовного розыска НКВД СССР.

### Семья
Отец лётчика-аэронавта Бориса Адамовича Невернова, поставившего в 1941 году рекорд продолжительности полёта аэростата.